# Euphyia rilica
Euphyia rilica là một loài bướm đêm trong họ Geometridae.